# 賈恩
贾恩（？—426年），南朝宋会稽郡诸暨县人。
贾恩年轻时就有志向和操守。宋文帝元嘉三年（426年），母亲去世，居丧超过丧礼。没有安葬，邻家发生火灾，被大火所逼，贾恩和妻子桓氏号哭奔跑救火，邻近的人过来相助，其母灵柩得免。贾恩和桓氏都被烧死。有司上奏改他的村庄为孝义里，免除他家三世租布。朝廷追赠天水部显亲县左尉。